# Lac à la Chasse
Lac à la Chasse är en sjö i Kanada.   Den ligger i regionen Côte-Nord och provinsen Québec, i den östra delen av landet, 700 km nordost om huvudstaden Ottawa. Lac à la Chasse ligger 51 meter över havet. Arean är 2,5 kvadratkilometer. Den ligger vid sjöarna  Lac Castelnau och Lac Cimon. Den sträcker sig 3,8 kilometer i nord-sydlig riktning, och 2,4 kilometer i öst-västlig riktning.
I omgivningarna runt Lac à la Chasse växer i huvudsak barrskog. Runt Lac à la Chasse är det ganska tätbefolkat, med 60 invånare per kvadratkilometer.